# Piotr Morawski
Piotr Morawski (ur. 27 grudnia 1976 w Warszawie, zm. 8 kwietnia 2009 w Nepalu) – polski himalaista, zdobywca 6 ośmiotysięczników, doktor nauk chemicznych i adiunkt na Wydziale Chemicznym Politechniki Warszawskiej, wiceprezes Polskiego Związku Alpinizmu. Wraz z Simone Moro jako pierwsi ludzie zdobyli w 2005 r. zimą Sziszapangmę, 14. szczyt świata.

## Życiorys
W roku 2001 zdobył Chan Tengri. Brał udział w wyprawie zimowej na K2 w sezonie 2002/2003. Wraz z Denisem Urubką dotarł wówczas do wysokości 7650 m, co stanowiło wówczas najwyższy punkt, jaki kiedykolwiek osiągnięto zimą na tej górze. 
Podczas wyprawy zimowej na Sziszapangmę w sezonie 2003/2004 wraz z Simone Moro dokonał pierwszego zimowego przejścia południowej ściany (bez wejścia na szczyt). Sam szczyt został zdobyty rok później: 14 stycznia 2005 Morawski i Moro jako pierwsi himalaiści w historii zdobyli zimą Sziszapangmę.
W tym samym roku Morawski obronił pracę doktorską zatytułowaną: „Wpływ wielkości, kształtu i polarności cząsteczek na równowagi fazowe. Wpływ wysokiego ciśnienia (do 1,5 GPa)”.
W 2006 w ramach wyprawy o nazwie Tryptyk Himalajski zdobył dwa kolejne ośmiotysięczniki: 24 kwietnia wraz ze Słowakiem Peterem Hámorem Czo Oju, a 9 lipca Broad Peak po samotnym ataku szczytowym. W ramach Tryptyku Himalajskiego zdobył również wraz z Piotrem Pustelnikiem wschodni wierzchołek Annapurny (8010 m n.p.m.), po czym zawrócił, by udzielić pomocy tybetańskiemu himalaiście, który doznał ślepoty śnieżnej.
15 lipca 2007 o 13:40 czasu lokalnego po 12-godzinnej akcji szczytowej, w zespole polsko-słowackim, wraz z Peterem Hámorem i Dodo Kopoldem zdobył szczyt Nanga Parbat drogą Kinshofera, w ramach aklimatyzacji przed głównym celem, niezdobytą wówczas zachodnią ścianą K2.
Realizując projekt Trawers Gaszerbrumów od I do III, zdobył Gaszerbrum I (25 czerwca 2008) i Gaszerbrum II (6 lipca 2008). Peter Hámor i Piotr Morawski zdobyli szczyt Gaszerbrum I (8068 m) o 13:30 lokalnego czasu, z sukcesem dokonali trawersu Gaszerbrum I, zdobywając szczyt w stylu alpejskim, pokonując w dolnej części tzw. drogę hiszpańską (prawa grań południowo-zachodniej ściany), a wyżej – drogą pierwszych zdobywców (Amerykanie w 1958 r.). Piotr Morawski i Peter Hámor 6 lipca o godz. 9:15 czasu lokalnego zdobyli Gaszerbrum II (8035 m), wspinając się na wierzchołek w stylu alpejskim normalną drogą.

## Okoliczności śmierci
Zginął podczas polsko-słowackiej wyprawy, której głównym celem było wejście nową drogą na zachodniej ścianie Manaslu w Nepalu. Uczestnicy wyprawy mieli zaplanowane wejście aklimatyzacyjne normalną drogą na Dhaulagiri. Podczas tego wejścia, na wysokości ok. 5760 metrów, Morawski spadł w 25-metrową szczelinę i zaklinował się na 20. metrze. Został wydobyty ze szczeliny przez swojego partnera Petera Hámora, Justynę Szepieniec oraz zespół wspinaczy z TOPR-u, którzy w czasie wypadku przebywali na tym masywie. Reanimacja okazała się nieskuteczna i lekarz stwierdził zgon. Zgodnie ze swoją wolą został pochowany w Himalajach. Jego ciało zostało opuszczone na linach do szczeliny lodowej na wysokości 5700 m n.p.m. 13 kwietnia 2009; w ceremonii uczestniczyli: słowacki partner himalaisty, Peter Hámor, Justyna Szepieniec oraz Grzegorz Bargiel, Edward Lichota, Andrzej Mikler i Ryszard Gajewski z zespołu TOPR.
Piotr Morawski pozostawił żonę Olgę Morawską i dwóch synów Ignacego i Gustawa.

## Nagrody
Piotr Morawski był laureatem Nagrody Środowisk Wspinaczkowych „Jedynka” za rok 2005, za pierwsze zimowe wejście na Shisha Pangma 8027 m, drogą klasyczną, w zespole z Simone Moro. Uroczyste wręczenie nagrody odbyło się 11 grudnia 2005 r. podczas III Krakowskiego Festiwalu Górskiego. Za tę wyprawę wraz z uczestnikami polskiej części wyprawy otrzymał też nagrodę „Kolosa” w kategorii „Alpinizm”. Ponadto dwukrotnie był finalistą nagrody „Jedynka”: w 2006 r. wraz z Piotrem Pustelnikiem za Tryptyk Himalajski – Cho Oyu (droga norm), Annapurna Wschodnia (wsch. grań), Broad Peak (droga normalna) – projekt zrealizowany bez zdobycia głównej Annapurny z powodu konieczności udzielenia pomocy Tybetańczykowi i w 2008 r. za Trawers Gasherbrum I 8068m i Gasherbrum II 8035 m oraz próbę na zach. ścianie Annapurnny zakończoną na grani szczytowej. Pomimo niezdobycia szczytu – pokonana została trudna droga na wielkiej ścianie.

## Publikacje
Piotr Morawski publikował relacje z wypraw w magazynach podróżniczych i górskich, od 2008 roku miał swoją stałą rubrykę w magazynie „Góry”.
Pośmiertnie ukazały się jego książki:
- Zostają góry: opowiadania, felietony, wspomnienia, Wydawnictwo Góry Books, Kraków 2010 ISBN 978-83-62301-00-3
- Od początku do końca (wraz z żoną Olgą Morawską), National Geographic, Warszawa 2010. ISBN 978-83-7596-091-4
- Od początku do końca (wyd. 2 zm.) (wraz z żoną Olgą Morawską), National Geographic, Warszawa 2010. ISBN 978-83-7596-172-0

## Upamiętnienie

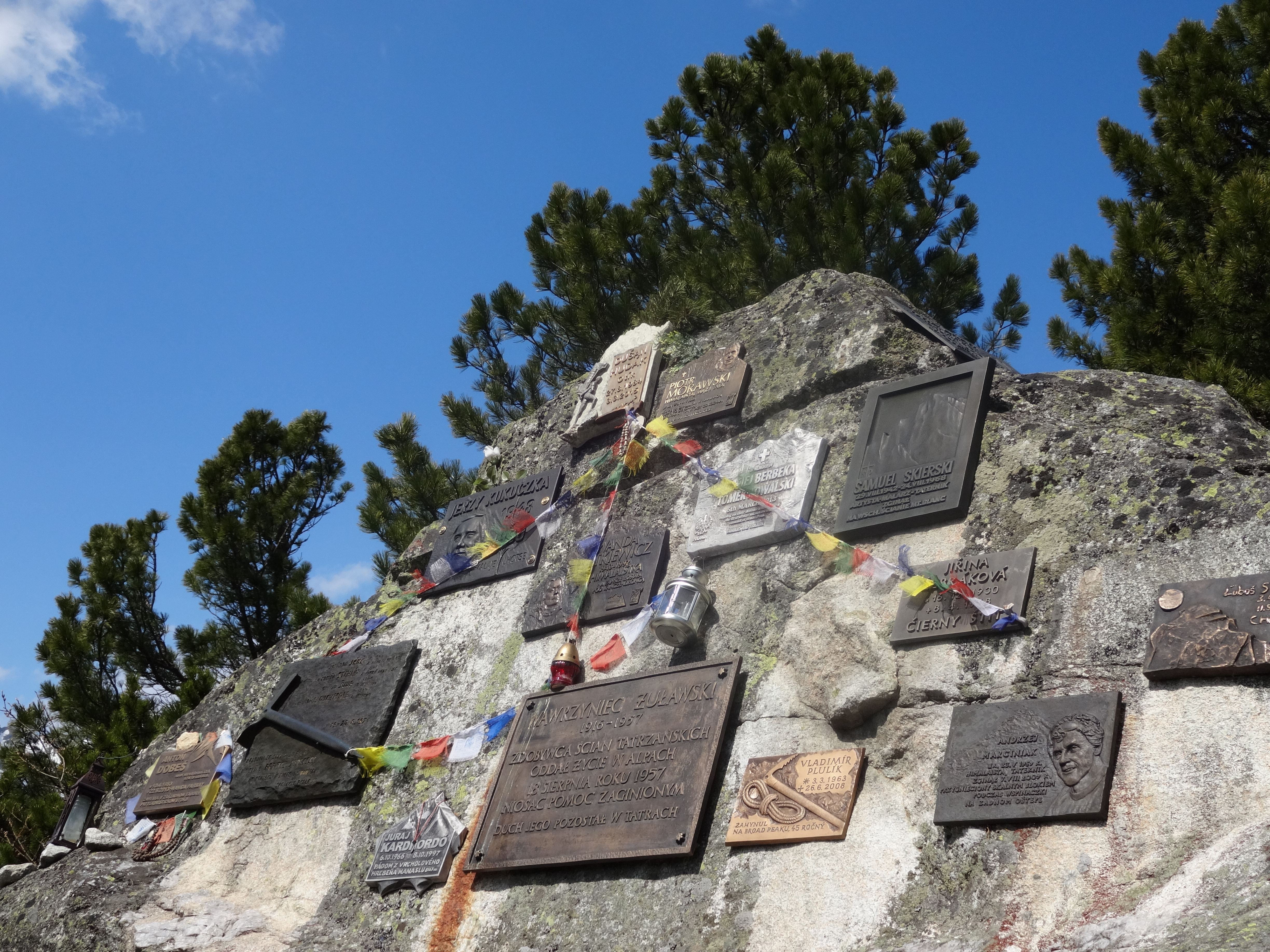
Tablice poświęcone osobom zmarłym
w górach na Tatrzańskim Cmentarzu Symbolicznym. W najwyższym rzędzie – tablica poświęcona Piotrowi Morawskiemu

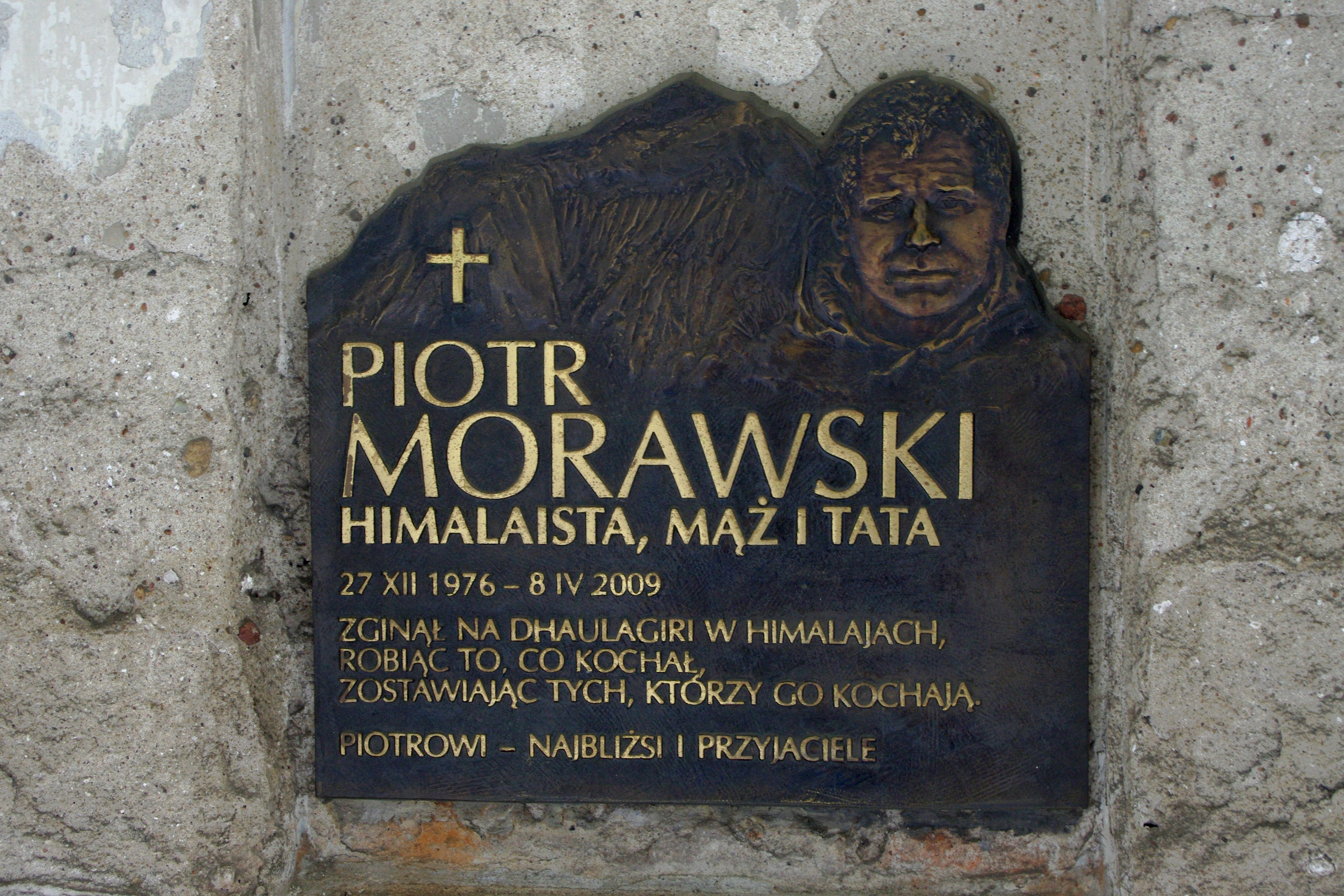
Tablica upamiętniająca himalaistę Piotra Morawskiego w kościele św. Antoniego z Padwy w Warszawie

16 kwietnia 2009 odbyła się w Warszawie msza pożegnalna, podczas której himalaista został przez prezydenta Lecha Kaczyńskiego pośmiertnie odznaczony Krzyżem Kawalerskim Orderu Odrodzenia Polski za wybitne zasługi dla rozwoju polskiego himalaizmu, za rozsławianie Polski w świecie.
17 października 2009 na Symbolicznym Cmentarzu Ofiar Gór pod Osterwą poświęcono i odsłonięto tablicę pamiątkową Piotra Morawskiego.
Drugą tablicę pamiątkową w październiku 2009 r. umieszczono na Przełęczy Francuzów w rejonie Dhaulagiri.
Od 2010 roku jego imię nosi memoriał „Miej odwagę”, wspierający nowe projekty górskie, badawcze i podróżnicze. Do pierwszej edycji Memoriału im. Piotra Morawskiego zgłoszono 120 wypraw. Zwyciężył Stefan Czerniecki i jego projekt „Śladem szeptu amazońskiego potoku”. Ponadto powołano Alpinus Test Team i wsparto 5 dalszych wypraw.
Do drugiej edycji zgłoszono 108 wypraw. Zwyciężył Szymon Kowalczyk, z wyprawą „Samotnie na dach Sahary”. Dodatkowo wyróżniono 2 wyprawy „Na handbike’u Kobieta na Pico del Veleta” (Karina Jasińska) i „Jak skończę roczek to pojadę pod Kazbek. Z mamą” (Natalia Kozub, Pauliną Kozub) wyniki ogłoszono na Festiwalu Podróżników „Kolosy” w Gdyni 11 marca 2012.
Po śmierci Piotra Morawskiego jego żona Olga Morawska opracowała i wydała zbiór jego opowiadań i felietonów, które przez lata ukazywały się głównie na łamach magazynu „Góry”. Książka Zostają góry zilustrowana została zdjęciami wykonanymi przez Piotra Morawskiego. Dopełniają ją wspomnienia himalaistów Krzysztofa Wielickiego, Simone Moro, Petera Hámora, Dariusza Załuskiego i Piotra Pustelnika. Następnie Olga Morawska wydała książkę Od początku do końca, która jest historią ich życia. Są to zapiski z dzienników Piotra Morawskiego prowadzone podczas wypraw w góry oraz wspomnienia Olgi Morawskiej.

## Wejścia na wierzchołki ośmiotysięczników
- 14 stycznia 2005 – Sziszapangma (pierwsze zimowe)
- 24 kwietnia 2006 – Czo Oju
- 9 lipca 2006 – Broad Peak
- 15 lipca 2007 – Nanga Parbat
- 25 czerwca 2008 – Gaszerbrum I
- 6 lipca 2008 – Gaszerbrum II